# Jan Sørensen
Jan Sørensen, né le 14 mai 1955 à Glostrup au Danemark et mort le 16 février 2024, est un footballeur international danois.